# Tobago
Tobago Trinidad és Tobago két főszigetéből a kisebb. A Karib-tenger déli részén található, északkeletre Trinidadtól és délkeletre Grenadától.

## Földrajz

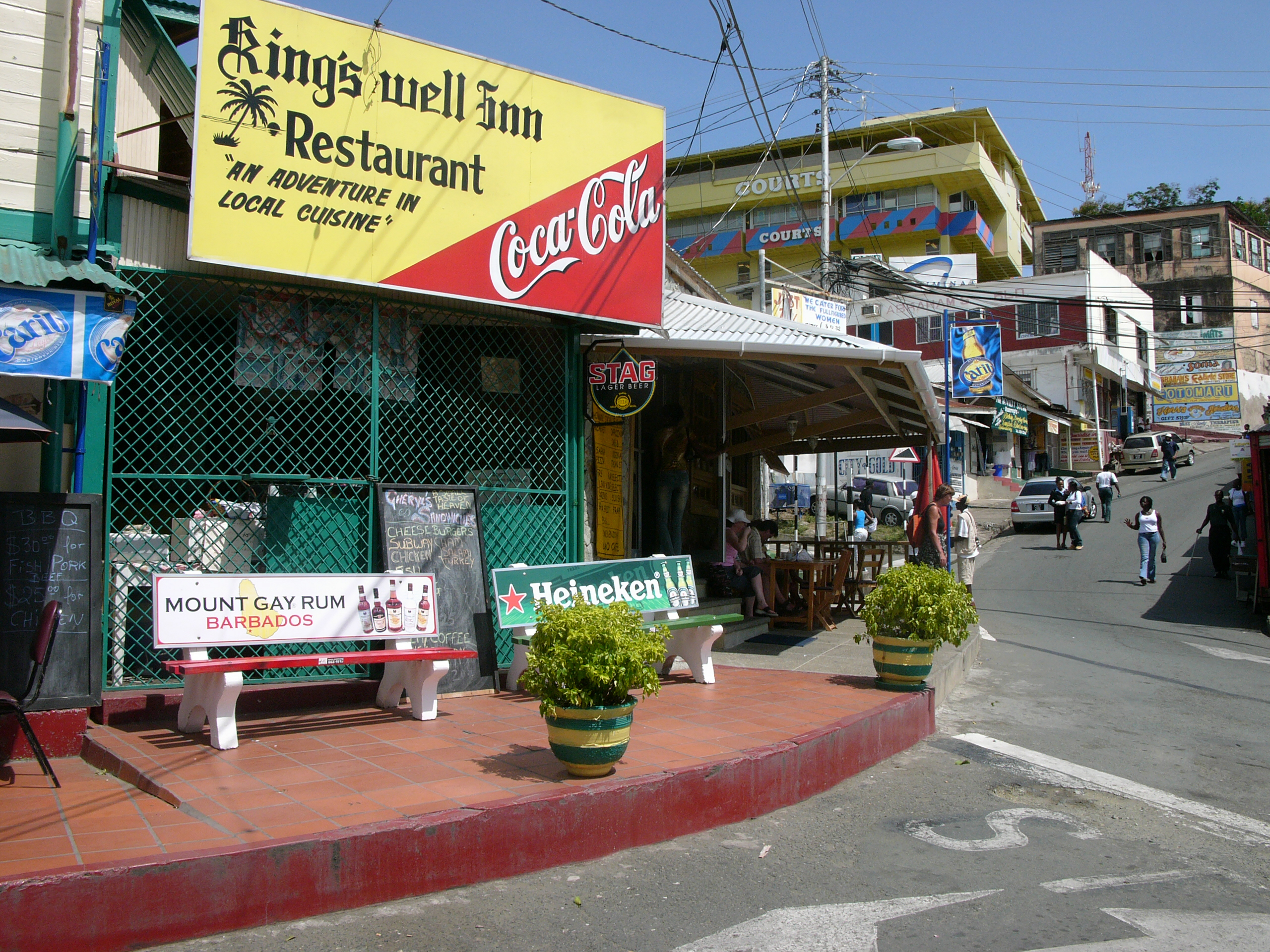
Scarborough-i utcarészlet

Tobago területe 300 km². A sziget mintegy 42 kilométer hosszú és 10 kilométer széles. A lakossága 54 084 fő (2000-es adat).
A központja Scarborough, melynek körülbelül 17 000 fős lakossága van. Amíg Trinidad lakossága kevert, Tobagoban leginkább afrikaiak élnek, ám európaiak (főképp németek és skandinávok) is vannak.
A sziget főképp dombos és vulkáni, ám a délnyugati része sík, és a korallok mészkővázából épül fel.
Tobago hét részre van osztva: Saunt Andrew-ra, Saint David-re, Saint George-ra, Saint John-ra, Saint Mary-re, Saint Patrick-ra és Saint Paul-ra.

## Történelem
A legkorábbi forrás szerint Tobago neve az angol tobacco (dohány) szóból ered.
Az első európai látogatók angol kalandorok voltak 1580 és 1608 körül; ekkortájt csatolta I. James Tobago-t Angliához. Az első európai telepesek hollandok voltak. Ők hozták létre az Új-Walchern nevű, rövid életű telepet.
A sziget 22 alkalommal került más kézre (angol, francia, holland és kurzemeire). A kurzemei telepesek főképp német és lett eredetűek voltak.
Tobago eredetileg cukorból megélő gyarmat volt, így a rabszolgaság eltörlése után összeomlott.
1962. augusztus 31-én Tobago Trinidad és Tobago részeként független lett.

## Gazdaság és turizmus
Tobago gazdaságát általában Trinidad gazdaságával együtt veszik figyelembe. A gazdaság cseppfolyós földgázon (LNG) alapul, de jelentős a bevétel a turizmusból is.
Gyakran látogatnak ide el a vízisportok illetve az ökoturizmus kedvelői.
A fő turistacélpontok a sziget délnyugati részén találhatóak.

### Búvárkodás

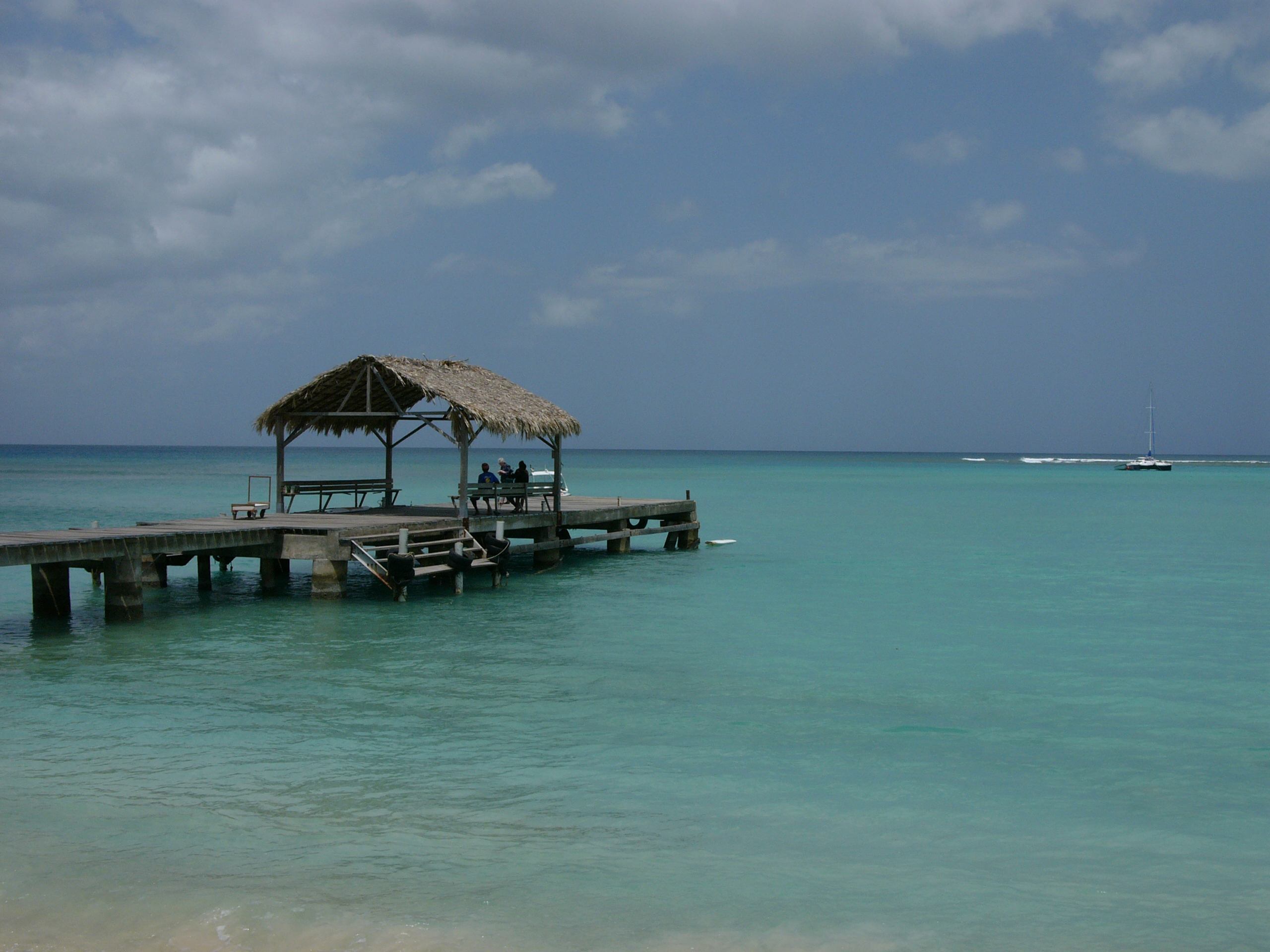
Pidgeon Point

Tobago egy népszerű búvárhely, hiszen rengeteg korall van errefelé. Trinidad szigete messze nem ennyire látogatott hely a búvárok által, mert ott gyakorlatilag nincs korall, ugyanis iszapos a terület az Orinoco folyó torkolatának közelsége miatt.
A szigeten vannak a Karibi-térség talán legjobb merülőhelyei. Gyakori például a hajóroncs közelébe merülés. A roncsok közül a Maverick Ferry-t tartják a legjobbnak.

## Ökológia

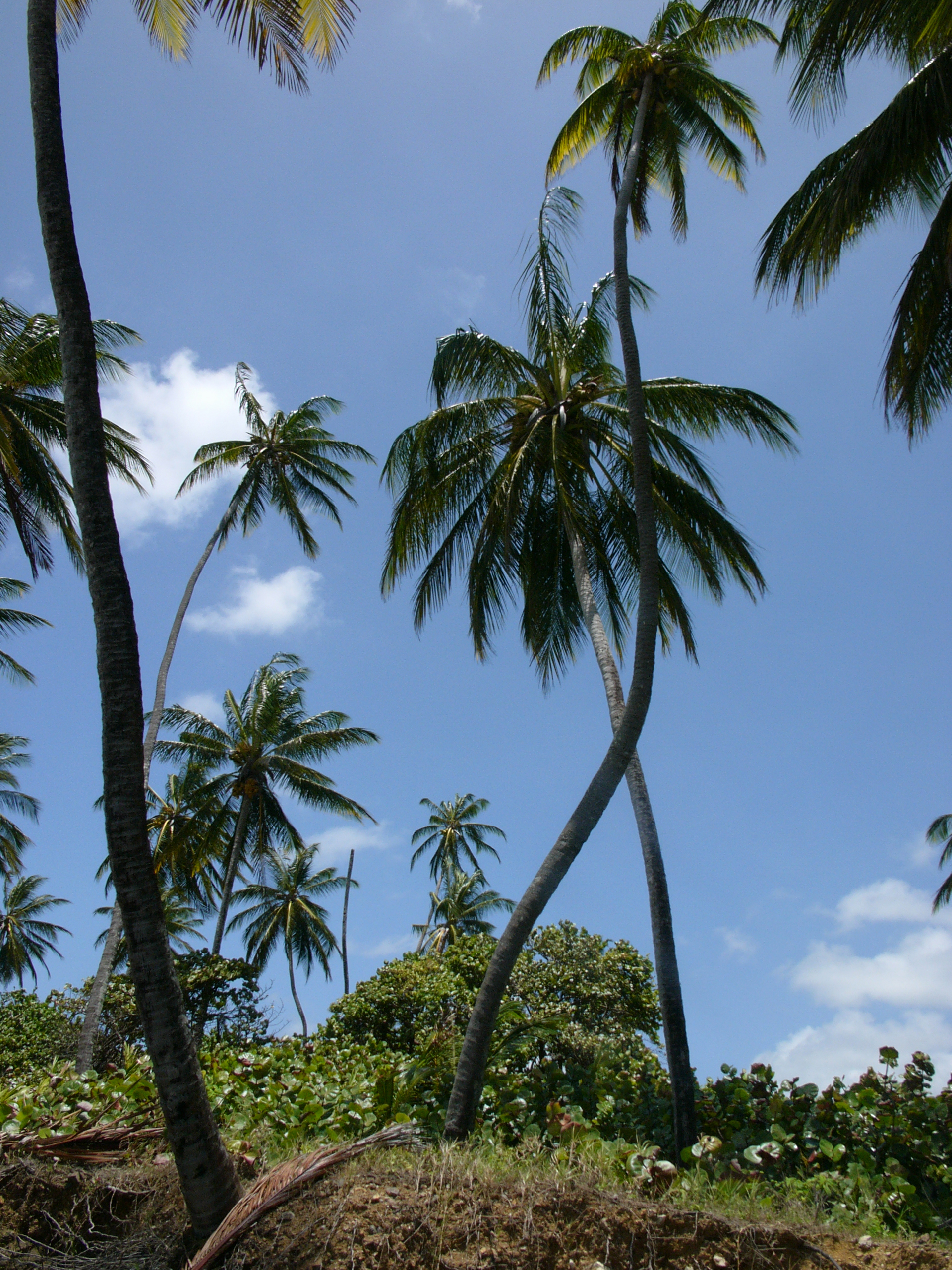
Goodwood

Tobago erdős területei biológiailag sokszínűek, például kígyók, madarak, emlősök, békák, lepkék találhatók itt itt.

## Vezetés
A vezetés a Tobago House of Assembly látja el, melynek jelenlegi főtitkára Orville London. Tobago autonómiájáért küzdő párt a Democratic Action Congress (DAC). Ezen kívül néhány szigetlakó a teljes függetlenséget támogatja.

## Éghajlat
Tobago éghajlata trópusi, a sziget a hurrikánzónától fekszik. 1500-3800 mm eső esik évenként. Két évszak van: egy száraz, január és május között, és egy nedves, június és december között.

### Hurrikánok
Bár a sziget a hurrikánzónától délre fekszik, 1963 szeptember 30-án súlyos károk keletkeztek a Flora hurrikán miatt. Ez a hurikán erősen felborította Trinidad és Tobago gazdaságát.

## Fordítás
- Ez a szócikk részben vagy egészben  a   Tobago című angol Wikipédia-szócikk ezen változatának fordításán alapul.  Az eredeti cikk szerkesztőit annak laptörténete sorolja fel. Ez a jelzés csupán a megfogalmazás eredetét és a szerzői jogokat jelzi, nem szolgál a cikkben szereplő információk forrásmegjelöléseként.